# Sinclair Lewis
Harry Sinclair Lewis (Sauk Centre, 7 de fevereiro de 1885 — Roma, 10 de janeiro de 1951) foi um escritor e dramaturgo norte-americano.
Em 1930, foi o primeiro escritor dos Estados Unidos e o primeiro das Américas, a receber um Prêmio Nobel de Literatura. Seus trabalhos são conhecidos por tecerem críticas ao capitalismo e materialismo norte-americano do período entreguerras. Também era conhecido e respeitado por suas personagens femininas da classe trabalhadora.

## Biografia
Lewis nasceu na vila de Sauk Centre, no Minnesota, em 1885. Era filho de Edwin J. Lewis, médico que autoritário que tinha grandes dificuldades em lidar com seu filho sensível e pouco atlético. Sua mãe, Emma Kermott Lewis, morreu em 1891 e no ano seguinte seu pai se casou com Isabel Warner, cuja companhia Lewis aparentemente gostava. Ele também tinha dois irmãos mais velhos. Fred (nascido em 1875) e Claude (nascido em 1878).
Sua infância foi solitária. Desde muito jovem, gostava de ler livros e de manter um diário. Na adolescência, Lewis era muito magro, muito alto e era acometido por acne, o que tornou difícil sua socialização, principalmente entre as garotas. Aos 13 anos, fugiu de casa, querendo se tornar baterista na Guerra Hispano-Americana, mas seu pai o encontrou e o fez voltar.
No final de 1902, Lewis saiu de casa para se matricular na Oberlin Academy, uma escola preparatória do Oberlin College que preparava alunos que tentariam ingressar na Universidade de Yale. No Oberlin, ele desenvolveu um entusiasmo religioso que aumentou e diminuiu durante a maior parte de sua adolescência. Lewis ingressou em Yale em 1903, mas não obteve seu diploma de bacharelado até 1908, tendo tirado vários períodos longe da universidade para viajar.
Sua aparência pouco atraente, os modos do campo e a loquacidade aparentemente presunçosa dificultavam para Lewis fazer e manter amigos em Oberlin e Yale. Ele teve algumas amizades relativamente duradouras entre alunos e professores, alguns dos quais reconheceram seu talento como escritor.

## Carreira
Os primeiros trabalhos criativos publicados de Lewis - poesia romântica e pequenos esboços - apareceram na Yale Courant e na Yale Literary Magazine, da qual ele se tornou editor. Após a formatura, Lewis mudou de emprego em emprego e de um lugar para outro em um esforço para sobreviver, escrevendo ficção para publicação e para afastar o tédio. Enquanto trabalhava em redações e editoras, ele desenvolveu uma habilidade para publicar histórias populares superficiais que eram compradas por uma variedade de revistas. Lewis também ganhou dinheiro vendendo enredos para Jack London, incluindo uma para o romance inacabado de London The Assassination Bureau, Ltd.
Seu primeiro livro publicado foi Hike and the Aeroplane, em 1912, sob o pseudônimo de Tom Graham, um livro "caça-níquel" de qualidade duvidosa. Seu primeiro livro sério foi Our Mr. Wrenn, publicado em 1914, seguido de The Trail of the Hawk, 1915 e The Job, em 1917. No mesmo ano, ele lançou outro romance "caça-níquel", The Innocents: A Story for Lovers, originalmente publicado de maneira seriada em revistas. Free Air, outro livro seriado, foi publicado em 1919.

### Sucesso comercial
Ao se mudar para Washington, D.C., Lewis se dedicou a escrever. Já em 1916, ele começou a tomar notas para um romance realista sobre a vida em uma pequena cidade. O trabalho nesse romance continuou até meados de 1920, quando ele completou Main Street, que foi publicado em 23 de outubro de 1920. Nos primeiros seis meses, o livro vendeu 125 mil cópias e em alguns anos teria vendido milhões.

### Nobel de Literatura
Em 1930, Lewis ganhou o Prêmio Nobel de Literatura, tornando-se o primeiro norte-americano a receber o prêmio. Ele foi nomeado por Henrik Schück, membro da Academia Sueca. Em seu discurso de agradecimento, Lewis teceu fortes críticas ao mercado literário norte-americano, onde havia um temor de qualquer literatura considerada "não americana" o suficiente.

## Últimos anos
Depois de ganhar o Nobel, Lewis escreveu mais 11 romances, dez deles publicados ainda em vida. O mais lembrado deste período é It Can't Happen Here (1935), um livro que conta a eleição do primeiro fascista como presidente.
Depois de uma bebedeira severa em 1937, Lewis se internou para tratamento no Austen Riggs Center, um hospital psiquiátrico em Stockbridge, Massachusetts. Seus médicos deram-lhe uma avaliação direta de que ele precisava decidir "se ele iria viver sem álcool ou morrer por causa dele". Dez dias depois, ele recebeu alta, sem compreender seu problema com a bebida.
Em 1940, Lewis visitou um velho conhecido, William Ellery Leonard, em Madison, Wisconsin. William então combinou uma reunião de Lewis com o reitor da Universidade de Wisconsin-Madison e o levou a um tour pelo campus. Lewis se encantou com a universidade e com a cidade, recebendo um convite para ficar e lecionar no curso de escrita criativa que abriria no próximo semestre. Lewis ficou animado por seu cargo de professor, mas subitamente, um mês depois, em novembro, após ministrar apenas cinco aulas aos seus 24 alunos, ele lhes disse que já tinha ensinado tudo o que sabia e deixou a cidade no dia seguinte.
Na década de 1940, ele se estabeleceu em Duluth, Minnesota, onde escreveu o livro Kingsblood Royal (1947), livro que se tornou influente durante os movimentos pelos direitos civis.

## Vida pessoal
Em 1914, Lewis se casou com Grace Livingston Hegger (1887–1981), editora da revista Vogue, com quem teve um filho, Wells Lewis (1917–1944), nomeado em homenagem ao escritor britânico H. G. Wells. Lewis e Grace se divorciaram em abril de 1925. Wells Lewis era tenente do Exército dos Estados Unidos durante a Segunda Guerra Mundial e morreu em 29 de outubro de 1944 nos esforços Aliados de resgate de companheiros na França.
Em 14 de maio de 1928, ele se casou com Dorothy Thompson, colunista de política em um jornal. Eles tiveram um filho, Michael Lewis (1930–1975), que se tornaria ator de teatro. O casamento acabou em 1937 e eles se divorciaram em 1942.

## Morte
O alcoolismo debilitou muito a saúde de Lewis e médicos já tinham lhe avisado sobre as consequências da bebida. Lewis morreu em 10 de janeiro de 1951, em Roma, aos 65 anos, devido a um infarto causado por uma pneumonia. Seu corpo foi cremado e suas cinzas sepultadas no Cemitério de Greenwood, em Sauk Centre, Minnesota. Seu último livro, World So Wide (1951), foi publicado postumamente.

## Legado
Comparado com seus contemporâneos, sua reputação sofreu um grande declínio entre os estudiosos da literatura do século XX. Apesar de sua popularidade na década de 1920, no começo do século XXI suas obras foram eclipsadas pela proeminência de escritores com menor sucesso comercial no mesmo período, como F. Scott Fitzgerald e Ernest Hemingway.
O interesse em seus trabalhos foi renovado a partir de 2010, principalmente sua distopia satírica de 1935, It Can't Happen Here. Depois da eleição de 2016, o livro se tornou um dos mais vendidos nos Estados Unidos.

## Obras

### Romances
| nº série | Título original                                                                               | Título em Português            | Tradução                     | Ano                              | Editora                                                                                       |
| -------- | --------------------------------------------------------------------------------------------- | ------------------------------ | ---------------------------- | -------------------------------- | --------------------------------------------------------------------------------------------- |
| 01       | Hike and the Aeroplane                                                                        |                                |                              | 1912: (juvenil, como Tom Graham) |                                                                                               |
| 02       | Our Mr. Wrenn: The Romantic Adventures of a Gentle Man                                        |                                |                              | 1914                             |                                                                                               |
| 03       | The Trail of the Hawk: A Comedy of the Seriousness of Life                                    |                                |                              | 1915                             |                                                                                               |
| 04       | The Job: An American Novel                                                                    |                                |                              | 1917                             |                                                                                               |
| 05       | The Innocents: A Story for Lovers                                                             |                                |                              | 1917                             |                                                                                               |
| 06       | Free Air                                                                                      |                                |                              | 1919                             | publicado em série em The Saturday Evening Post, Maio 31, Junho 7, Junho 14 e Junho 21, 1919  |
| 07       | Main Street: The Story of Carol Kennicott                                                     | Rua Principal                  | Juvenal Jacinto              | 1920                             | Livros do Brasil                                                                              |
| 08       | Babbitt                                                                                       | Babbitt                        | Leonel Vallandro             | 1922                             | publicado em Cosmopolitan, Outubro 1922; Abril Cultural; Opera Mundi; Delta; Círculo do Livro |
| 09       | Arrowsmith                                                                                    | Dr. Arrowsmith                 | Lúcia Helena de Seixas Brito | 1925                             | Globo, Amarilys                                                                               |
| 10       | Mantrap                                                                                       | A grande aventura              | Maria Eugênia Franco         | 1926                             | publicado em série em Collier's; Estúdios Cor                                                 |
| 11       | Elmer Gantry                                                                                  |                                |                              | 1927                             |                                                                                               |
| 12       | The Man Who Knew Coolidge: Being the Soul of Lowell Schmaltz, Constructive and Nordic Citizen |                                |                              | 1928                             |                                                                                               |
| 13       | Dodsworth                                                                                     | Fogo de outono                 | Claudio G, Hasslocher        | 1929                             | Pongetti                                                                                      |
| 14       | Ann Vickers                                                                                   | Ana Vickers                    | Paulo Silveira               | 1933                             | publicado em série em Redbook, Agosto, Novembro e Dezembro 1932; Pongetti                     |
| 15       | Work of Art                                                                                   |                                |                              | 1934                             |                                                                                               |
| 16       | It Can't Happen Here                                                                          | Isso Não Pode Acontecer Aqui ) | José Vala Roberto            | 1935                             | Dom Quixote                                                                                   |
| 16       | It Can't Happen Here                                                                          | Não vai acontecer aqui         | Cássio de Arantes Leite      | 1935                             | Alfaguara                                                                                     |
| 17       | The Prodigal Parents                                                                          |                                |                              | 1938                             |                                                                                               |
| 18       | Bethel Merriday                                                                               |                                |                              | 1940                             |                                                                                               |
| 19       | Gideon Planish                                                                                | O Figurão                      | José Geraldo Vieira          | 1943                             | Globo                                                                                         |
| 20       | Cass Timberlane: A Novel of Husbands and Wives                                                | O juiz Timberlane              | José António Machado         | 1945                             | publicado em Cosmopolitan, Julho 145; Minerva                                                 |
| 21       | Kingsblood Royal                                                                              | O Nobre Senhor Kingsblood      | Juliana Borges               | 1947                             | Germinal                                                                                      |
| 22       | The God-Seeker                                                                                |                                |                              | 1949                             |                                                                                               |
| 23       | World So Wide                                                                                 |                                |                              | 1951 (postumamente)              |                                                                                               |